# Kabinett Höppner II
Das Kabinett Höppner II amtierte von 1998 bis 2002 als Landesregierung von Sachsen-Anhalt. Bei der Wahl zum 3. Landtag von Sachsen-Anhalt am 26. April 1998 steigerte sich die seit 1994 regierende SPD leicht auf 35,9 Prozent der gültigen Zweitstimmen, aber ihr bisheriger Koalitionspartner Bündnis 90/Die Grünen verfehlte mit 3,2 Prozent die Fünf-Prozent-Hürde und war nicht mehr im Landesparlament vertreten. Die SPD mit ihrem Spitzenkandidaten, Ministerpräsident Reinhard Höppner, war zu einer Zusammenarbeit mit der geschwächten CDU (minus 12,4 Prozentpunkte im Vergleich zur Wahl 1994) weiterhin nicht bereit. Da die rechtsextremistische DVU als Koalitionspartner nicht in Frage kam, wurde wiederum eine Minderheitsregierung gebildet, die nach dem „Magdeburger Modell“ von 1994 von der PDS toleriert wurde.
In der 2. Sitzung des Landtags von Sachsen-Anhalt am 26. Mai 1998 wählten die Abgeordneten Reinhard Höppner erneut zum Ministerpräsidenten, anders als noch 1994 gleich im ersten Wahlgang: Bei 112 abgegebenen Stimmen erhielt Höppner 67 Stimmen bei 43 Gegenstimmen und zwei Enthaltungen. Im Anschluss stellte Höppner die Mitglieder seiner Landesregierung vor.
Nach dem Rücktritt des Kultusministers Karl-Heinz Reck am 10. Dezember 1998 trat Gerd Harms dessen Nachfolge an. Als Mitglied der nicht im Landtag vertretenen Partei Bündnis 90/Die Grünen gehörte er dem Kabinett als ausgewiesener Fachpolitiker im Bildungsbereich an: Zuvor hatte er bereits Staatssekretärsposten in den Bildungsressorts der Länder Berlin und Brandenburg innegehabt. Zu mehreren Wechseln im Verlauf der 3. Wahlperiode des Landtags kam es im Wirtschaftsministerium: Nach dem Ausscheiden von Minister Klaus Schucht übernahm zuerst der bisherige Staatssekretär Matthias Gabriel das Ressort, 2001 folgte ihm die Abgeordnete Katrin Budde.
Im April 2000 kam es – wie bereits in der Mitte der 2. Wahlperiode 1996 – zu einer Zusammenlegung zweier Ressorts: Da Umweltministerin Ingrid Häußler zur Oberbürgermeisterin der Stadt Halle (Saale) gewählt worden war, wurden nach ihrem Ausscheiden aus dem Kabinett die Ministerien für Raumordnung und Umwelt und für Ernährung, Landwirtschaft und Forsten in einem Ministerium für Raumordnung, Landwirtschaft und Umwelt vereinigt, das der bisherige Landwirtschaftsminister Johann Konrad Keller führte.
Wenige Monate vor der Landtagswahl 2002 folgte Justizministerin Karin Schubert dem Ruf aus Berlin, die Ämter der Bürgermeisterin und Senatorin für Justiz zu übernehmen. Innenminister Manfred Püchel führte die Amtsgeschäfte des Justizministeriums kommissarisch weiter. Bei der Landtagswahl verlor die SPD stark und musste die Regierungsverantwortung nach acht Jahren abgeben. Am 16. Mai 2002 wurde Höppner durch den CDU-Politiker Wolfgang Böhmer abgelöst, am Folgetag nahm dessen Kabinett einer CDU/FDP-Koalition die Arbeit auf.

## Mitglieder der Landesregierung
| Amt | Name | Partei | Partei                  |
| --- | --- | ------ | ----------------------- |
| Ministerpräsident | Reinhard Höppner (bis 16. Mai 2002)                                                                                          |        | SPD                     |
| Stellvertreterin des Ministerpräsidenten | Gerlinde Kuppe |        | SPD                     |
| Minister des Innern | Manfred Püchel |        | SPD                     |
| Ministerin der Justiz | Karin Schubert (bis 16. Januar 2002) 1                                                                                       |        | SPD                     |
| Minister der Finanzen | Wolfgang Gerhards |        | SPD                     |
| Ministerin für Arbeit, Frauen, Gesundheit und Soziales | Gerlinde Kuppe |        | SPD                     |
| Kultusminister | Karl-Heinz Reck (bis 10. Dezember 1998)                                                                                      |        | SPD                     |
| Kultusminister | Gerd Harms (ab 10. Dezember 1998)                                                                                            |        | Bündnis 90/Die Grünen 2 |
| Minister für Wirtschaft, Technologie und Europaangelegenheiten; ab 1. Februar 1999: Minister(in) für Wirtschaft und Technologie                                             | Klaus Schucht (bis 31. Januar 1999) Matthias Gabriel (1. Februar 1999 bis 30. Januar 2001) Katrin Budde (ab 1. Februar 2001) |        | SPD                     |
| Minister für Landwirtschaft; ab 12. August 1998: Minister für Ernährung, Landwirtschaft und Forsten; ab 10. April 2000: Minister für Raumordnung, Landwirtschaft und Umwelt | Johann Konrad Keller |        | SPD                     |
| Minister für Wohnungswesen, Städtebau und Verkehr | Jürgen Heyer |        | SPD                     |
| Ministerin für Raumordnung und Umwelt | Ingrid Häußler (bis 10. April 2000)                                                                                          |        | SPD                     |